# 화학공업대학
화학공업대학(化學工業大學)은 함경남도 함흥시에 위치한 조선민주주의인민공화국의 대학이다. 1947년 9월 흥남공업대학이라는 이름으로 화학과·기계과·금속과·전기과의 4개 학과로 설립된 조선민주주의인민공화국 최초의 공업대학이다. 그 후 광산과·건축과·건재과·식료공학과와 산업간부학부·특설학부·야간학부 등이 증설되어 종합기술대학으로 변모하였으나, 김책공업대학·경공업대학이 설립됨에 따라 해당학과들을 이관시켰다. 
화학공장기술자를 양성하는 전문화된 대학으로 김책공업대학과 함께 손꼽히는 대학이며, 무기화학공학부·유기화학공학부·고분자화학공학부·화학기계공학부 등의 학부와 학과들이 설치되어 있다. 1990년 12월 교명을 화학공업대학으로 변경하였다.